# Ron Tugnutt
Ronald Frederick Bradley "Ron" Tugnutt, född 22 oktober 1967, är en kanadensisk före detta professionell ishockeymålvakt som tillbringade 16 säsonger i den nordamerikanska ishockeyligan National Hockey League (NHL), där han spelade för ishockeyorganisationerna Quebec Nordiques, Edmonton Oilers, Anaheim Mighty Ducks, Montreal Canadiens, Ottawa Senators, Pittsburgh Penguins, Columbus Blue Jackets och Dallas Stars. Han släppte in i genomsnitt 3,05 mål per match och hade en räddningsprocent på .895 samt 26 SO (inte släppt in ett mål under en match) på 537 grundspelsmatcher.
Han draftades i fjärde rundan i 1986 års draft av Quebec Nordiques som 81:a spelare totalt.
Under 2005 fick han jobb som expertkommentator på CBC:s anrika ishockeyprogram Hockey Night in Canada, där var han anställd i två år. Mellan 2008 och 2010 var han målvaktstränare för OHL–laget Oshawa Generals. Under 2009 blev han målvaktskonsult på deltid åt Kanadas herrjuniorlandslag. Den 13 maj 2010 blev han anställd som målvaktstränare för Peterborough Petes i OHL. Den 17 augusti 2011 meddelade det kanadensiska ishockeyförbundet att man hade anställt Tugnutt som målvaktkonsult på heltid för de kanadensiska landslagen på herrsidan. Den 3 maj 2012 offentliggjordes det att Tugnutt lämnade jobbet som målvaktstränare för Peterborough Petes efter att han tyckte att han ville koncentrera sig fullt ut på sina uppgifter inom Kanadas ishockeylandslag. Den 25 maj 2013 tyckte det kanadensiska ishockeyförbundet att det behövdes förnyelse inom tränarstaben efter att det kanadensiska herrjuniorlandslaget hade inte vunnit Junior-VM sedan 2009, och valde att säga upp anställningen för bland annat Tugnutt.